# Lucius Scribonius Libo (konsul 34 f.Kr.)
Lucius Scribonius Libo (100-talet f.Kr.) var en romersk politiker och militär. Han stödde Pompejus under Romerska inbördeskriget (49 f.Kr. – 45 f.Kr.). Hans syster, Scribonia, var kejsar Augustus första hustru. Hans far var Lucius Scribonius Libo.